# 布拉托柳比夫卡 (多布羅韋利奇基夫卡區)
48°18′16″N 31°11′31″E / 48.30444°N 31.19194°E
布拉托柳比夫卡（烏克蘭語：Братолюбівка），是烏克蘭中部的村莊，隸屬基洛夫格勒州的新烏克蘭卡區。該村始建於1865年，面積0.87平方公里，海拔高度174米，2001年人口241，人口密度每平方公里277人。